# Vlagyimir Klavgyijevics Arszenyjev
Vlagyimir Klavgyijevics Arszenyjev (oroszul: Владимир Клавдиевич Арсеньев; Szentpétervár, 1872. augusztus 29. – 1930. szeptember 4.) orosz geográfus, térképész, felfedező és író. Szentpétervárott született, katonai pályára lépve mint százados az orosz Távol-Kelet földrajzi feltárásának szentelte életét.

## Élete
1899-től kezdve számos expedíciót vezetett a mai Habarovszki és Tengermelléki határterületek addig feltáratlan vidékeire. A Szihote-Aliny déli részét három expedíció (1902, 1906, 1907) során járta be. Ezeken az utakon vele tartott egy nanáj vadász, Derszu Uzala, akivel 1902-ben ismerkedett meg és kötött barátságot. Derszu 1908-ban halt meg, alakját az azonos című könyvben örökítette meg Arszenyjev.
1908-1910-ben a Szihote-Aliny északi részét térképezte fel. A forradalom után a később róla elnevezett vlagyivosztoki természettudományi múzeum igazgatója lett. Az 1920-as években az Ohotszki-tenger északkeleti partvidékére és a Parancsnok-szigetekre szervezett kutatóutakat. Utolsó nagyobb expedícióján 1927-ben az Amur alsó folyásának vidékét tárta fel.
Kuroszava Akira 1975-ben azonos című filmjében dolgozta fel Derszu Uzala c. művét, amely elnyerte a legjobb idegen nyelvű filmnek járó Oscar-díjat.
Arszenyjev városát róla nevezték el, és 1972-ben emlékművet is állítottak tiszteletére.
Nincs szebb dolog a világon, mint a holdfényben fürdő végtelen tenger és a némán ragyogó csillagokkal teleszórt mélységes égbolt.

## Művei

### Oroszul
- По Уссурийскому Краю – Az Usszuri vidékén (1921)
- Дерсу Узала – Derszu Uzala (1923)
- В горах Сихотэ-Алиня – A Szihote-Aliny hegyeiben
- Сквозь тайгу – A tajgán keresztül
- Китайцы в Уссурийском крае – Kínaiak az Usszuri-vidéken

### Magyarul
- Az őserdők fia – Derszu Uzala; ford. Makai Imre; Magyar Könyvtár, Bratislava, 1949; 2. kiadás: Szikra, Budapest, 1950; 3. kiadás: I-II. Móra, Budapest, 1960 (Ifjúsági kiskönyvtár)
- A Távol-Kelet őserdeiben; vál., ford. Terényi István, jegyz. Sobók Ferenc, térkép Bognár Gábor; Művelt nép, Budapest, 1956 (Világjárók, 2); 2. kiadás: Gondolat, Budapest, 1960 (Világjárók, 2)
- Derszu Uzala, Gondolat, Budapest, 1976 (Világjárók, 106) (A Távol-Kelet őserdeiben 3. javított, rövidített kiadása)

## Kapcsolódó szócikk
- Derszu Uzala (film) – a könyv alapján készült, 1975-ben bemutatott film.